# Sari Krooks
Sari Krooks, född den 2 februari 1968 i Vasa, är en finländsk ishockeyspelare. Hon vann OS-brons i damernas ishockeyturnering i samband med de olympiska ishockeytävlingarna 1998 i Nagano.